# 6 Horas de Fuji 2017
Las 6 Horas de Fuji 2017 fue un evento de carreras deportivas de resistencia celebrado en el Fuji Speedway, Oyama, Japón los días 13 a 15 de octubre de 2016, y sirvió como la séptima carrera del Campeonato Mundial de Resistencia 2017. Anthony Davidson, Sébastien Buemi y Kazuki Nakajima de Toyota ganaron la carrera conduciendo el coche de carreras No. 8 del Toyota Gazoo Racing.

## Clasificación
Los ganadores de las poles en cada clase están marcados en negrita.
| Pos | Clase     | N° | Equipo                    | Piloto              | Tiempo         | Grilla A |
| --- | --------- | -- | ------------------------- | ------------------- | -------------- | -------- |
| 1   | LMP1      | 2  | Porsche LMP Team          | Brendon Hartley     | 1 min 35 s 160 | 1        |
| 2   | LMP1      | 1  | Porsche LMP Team          | Nick Tandy          | 1 min 35 s 231 | 2        |
| 3   | LMP1      | 8  | Toyota Gazoo Racing       | Kazuki Nakajima     | 1 min 35 s 355 | 3        |
| 4   | LMP1      | 7  | Toyota Gazoo Racing       | Kamui Kobayashi     | 1 min 36 s 630 | 4        |
| 5   | LMP2      | 13 | Vaillante Rebellion       | Nelson Piquet, Jr.  | 1 min 44 s 196 | 5        |
| 6   | LMP2      | 31 | Vaillante Rebellion       | Bruno Senna         | 1 min 44 s 925 | 6        |
| 7   | LMP2      | 38 | Jackie Chan DC Racing     | Ho-Pin Tung         | 1 min 45 s 078 | 7        |
| 8   | LMP2      | 36 | Signatech Alpine Matmut   | André Negrão        | 1 min 45 s 927 | 8        |
| 9   | LMP2      | 37 | Jackie Chan DC Racing     | Alex Brundle        | 1 min 46 s 109 | 9        |
| 10  | LMP2      | 26 | G-Drive Racing            | Roman Rusinov       | 1 min 46 s 205 | 10       |
| 11  | LMP2      | 25 | CEFC Manor TRS Racing     | Vitaly Petrov       | 1 min 47 s 354 | 11       |
| 12  | LMP2      | 24 | CEFC Manor TRS Racing     | Matt Rao            | 1 min 47 s 411 | 12       |
| 13  | LMGTE Pro | 91 | Porsche GT Team           | Frédéric Makowiecki | 1 min 47s 577  | 13       |
| 14  | LMP2      | 28 | TDS Racing                | François Perrodo    | 1 min 47 s 989 | 14       |
| 15  | LMGTE Pro | 67 | Ford Chip Ganassi Team UK | Harry Tincknell     | 1 min 48 s 018 | 15       |
| 16  | LMGTE Pro | 66 | Ford Chip Ganassi Team UK | Stefan Mücke        | 1 min 48 s 139 | 16       |
| 17  | LMGTE Pro | 71 | AF Corse                  | Sam Bird            | 1 min 48 s 195 | 17       |
| 18  | LMGTE Pro | 92 | Porsche GT Team           | Kévin Estre         | 1 min 48 s 265 | 18       |
| 19  | LMGTE Pro | 95 | Aston Martin Racing       | Marco Sørensen      | 1 min 48 s 578 | 19       |
| 20  | LMGTE Pro | 51 | AF Corse                  | James Calado        | 1 min 48 s 702 | 20       |
| 21  | LMGTE Pro | 97 | Aston Martin Racing       | Jonathan Adam       | 1 min 49 s 125 | 21       |
| 22  | LMGTE Am  | 61 | Clearwater Racing         | Matt Griffin        | 1 min 49 s 408 | 22       |
| 23  | LMGTE Am  | 77 | Dempsey-Proton Racing     | Matteo Cairoli      | 1 min 49 s 734 | 23       |
| 24  | LMGTE Am  | 98 | Aston Martin Racing       | Pedro Lamy          | 1 min 49 s 784 | 24       |
| 25  | LMGTE Am  | 86 | Gulf Racing UK            | Ben Barker          | 1 min 49 s 866 | 25       |
| 26  | LMGTE Am  | 54 | Spirit of Race            | Thomas Flohr        | 1 min 50 s 797 | 26       |

## Carrera
Resultados por clase
| Pos. general | Pos. clase | Clase     | N.° | Escudería                 | Pilotos                                                   | Automóvil               | Vueltas | Tiempo/Retirado | Campeonato | Campeonato |
| Pos. general | Pos. clase | Clase     | N.° | Escudería                 | Pilotos                                                   | Automóvil               | Vueltas | Tiempo/Retirado | Pos.       | Puntos     |
| LMP          | LMP        | LMP       | LMP | LMP                       | LMP                                                       | LMP                     | LMP     | LMP             | LMP        | LMP        |
| ------------ | ---------- | --------- | --- | ------------------------- | --------------------------------------------------------- | ----------------------- | ------- | --------------- | ---------- | ---------- |
| 1            | 1          | LMP1      | 8   | Toyota Gazoo Racing       | Sébastien Buemi Anthony Davidson Kazuki Nakajima          | Toyota TS050 Hybrid     | 113     | 4:24:50.950     | 1          | 25         |
| 2            | 2          | LMP1      | 7   | Toyota Gazoo Racing       | Mike Conway Kamui Kobayashi José María López              | Toyota TS050 Hybrid     | 113     | +1.498          | 2          | 18         |
| 3            | 3          | LMP1      | 1   | Porsche LMP Team          | Neel Jani André Lotterer Nick Tandy                       | Porsche 919 Hybrid      | 113     | +2.272          | 3          | 15         |
| 4            | 4          | LMP1      | 2   | Porsche LMP Team          | Timo Bernhard Earl Bamber Brendon Hartley                 | Porsche 919 Hybrid      | 112     | +1 vuelta       | 4          | 12         |
| 5            | 1          | LMP2      | 31  | Vaillante Rebellion       | Julien Canal Nicolas Prost Bruno Senna                    | Oreca 07-Gibson         | 110     | +3 vueltas      | 5          | 10         |
| 6            | 2          | LMP2      | 36  | Signatech Alpine Matmut   | Nicolas Lapierre Gustavo Menezes André Negrão             | Alpine A470-Gibson      | 110     | +3 vueltas      | 6          | 8          |
| 7            | 3          | LMP2      | 38  | Jackie Chan DC Racing     | Ho-Pin Tung Oliver Jarvis Thomas Laurent                  | Oreca 07-Gibson         | 110     | +3 vueltas      | 7          | 6          |
| 8            | 4          | LMP2      | 28  | TDS Racing                | François Perrodo Matthieu Vaxiviere Emmanuel Collard      | Oreca 07-Gibson         | 110     | +3 vueltas      | 8          | 4          |
| 9            | 5          | LMP2      | 24  | CEFC Manor TRSM Racing    | Matt Rao Ben Hanley Jean-Éric Vergne                      | Oreca 07-Gibson         | 110     | +3 vueltas      | 9          | 2          |
| 10           | 6          | LMP2      | 26  | G-Drive Racing            | Roman Rusinov Pierre Thiriet James Rossiter               | Oreca 07-Gibson         | 110     | +3 vueltas      | 10         | 1          |
| 13           | 7          | LMP2      | 25  | CEFC Manor TRSM Racing    | Roberto González Simon Trummer Vitaly Petrov              | Oreca 07-Gibson         | 109     | +4 vueltas      | 11         | 0.5        |
| Ret          | Ret        | LMP2      | 37  | Jackie Chan DC Racing     | David Cheng Alex Brundle Tristan Gommendy                 | Oreca 07-Gibson         | 52      | Retirado        | Ret        | Ret        |
| DSQ          | DSQ        | LMP2      | 13  | Vaillante Rebellion       | Mathias Beche David Heinemeier Hansson Nelson Piquet, Jr. | Oreca 07-Gibson         | 85      | Descalificado   | Ret        | Ret        |
| LMP2         |            |           |     |                           |                                                           |                         |         |                 |            |            |
| 5            | 1          | LMP2      | 31  | Vaillante Rebellion       | Julien Canal Nicolas Prost Bruno Senna                    | Oreca 07-Gibson         | 110     | 4:24:54.321     | 1          | 25         |
| 6            | 2          | LMP2      | 36  | Signatech Alpine Matmut   | Nicolas Lapierre Gustavo Menezes André Negrão             | Alpine A470-Gibson      | 110     | +1.389          | 2          | 18         |
| 7            | 3          | LMP2      | 38  | Jackie Chan DC Racing     | Ho-Pin Tung Oliver Jarvis Thomas Laurent                  | Oreca 07-Gibson         | 110     | +2.170          | 3          | 15         |
| 8            | 4          | LMP2      | 28  | TDS Racing                | François Perrodo Matthieu Vaxiviere Emmanuel Collard      | Oreca 07-Gibson         | 110     | +3.280          | 4          | 12         |
| 9            | 5          | LMP2      | 24  | CEFC Manor TRSM Racing    | Matt Rao Ben Hanley Jean-Éric Vergne                      | Oreca 07-Gibson         | 110     | +9.132          | 5          | 10         |
| 10           | 6          | LMP2      | 26  | G-Drive Racing            | Roman Rusinov Pierre Thiriet James Rossiter               | Oreca 07-Gibson         | 110     | +14.277         | 6          | 8          |
| 13           | 7          | LMP2      | 25  | CEFC Manor TRSM Racing    | Roberto González Simon Trummer Vitaly Petrov              | Oreca 07-Gibson         | 109     | +1 vuelta       | 7          | 6          |
| Ret          | Ret        | LMP2      | 37  | Jackie Chan DC Racing     | David Cheng Alex Brundle Tristan Gommendy                 | Oreca 07-Gibson         | 52      | Retirado        | Ret        | Ret        |
| DSQ          | DSQ        | LMP2      | 13  | Vaillante Rebellion       | Mathias Beche David Heinemeier Hansson Nelson Piquet, Jr. | Oreca 07-Gibson         | 85      | Descalificado   | Ret        | Ret        |
| LMGTE        |            |           |     |                           |                                                           |                         |         |                 |            |            |
| Pos. general | Pos. clase | Clase     | N.° | Escudería                 | Pilotos                                                   | Automóvil               | Vueltas | Tiempo/Retirado | Campeonato | Campeonato |
| Pos. general | Pos. clase | Clase     | N.° | Escudería                 | Pilotos                                                   | Automóvil               | Vueltas | Tiempo/Retirado | Pos.       | Puntos     |
| 11           | 1          | LMGTE Pro | 51  | AF Corse                  | James Calado Alessandro Pier Guidi                        | Ferrari 488 GTE         | 109     | 4:24:58.636     | 1          | 25         |
| 12           | 2          | LMGTE Pro | 91  | Porsche GT Team           | Richard Lietz Frédéric Makowiecki                         | Porsche 911 RSR         | 109     | +0.968          | 2          | 18         |
| 14           | 3          | LMGTE Pro | 92  | Porsche GT Team           | Michael Christensen Kévin Estre                           | Porsche 911 RSR         | 109     | +3.449          | 3          | 15         |
| 15           | 4          | LMGTE Pro | 66  | Ford Chip Ganassi Team UK | Stefan Mücke Olivier Pla                                  | Ford GT                 | 109     | +6.360          | 4          | 12         |
| 16           | 5          | LMGTE Pro | 71  | AF Corse                  | Davide Rigon Sam Bird                                     | Ferrari 488 GTE         | 109     | +11.765         | 5          | 10         |
| 17           | 6          | LMGTE Pro | 97  | Aston Martin Racing       | Darren Turner Jonathan Adam                               | Aston Martin Vantage    | 109     | +1:32.5191      | 6          | 8          |
| 18           | 7          | LMGTE Pro | 95  | Aston Martin Racing       | Nicki Thiim Marco Sørensen                                | Aston Martin Vantage    | 108     | +1 vuelta       | 7          | 6          |
| 19           | 1          | LMGTE Am  | 54  | Spirit of Race            | Thomas Flöhr Francesco Castellacci Miguel Molina          | Ferrari 488 GTE         | 107     | +2 vueltas      | 8          | 4          |
| 20           | 2          | LMGTE Am  | 61  | Clearwater Racing         | Weng Sun Mok Keita Sawa Matt Griffin                      | Ferrari 488 GTE         | 107     | +2 vueltas      | 9          | 2          |
| 21           | 3          | LMGTE Am  | 77  | Dempsey-Proton Racing     | Christian Ried Matteo Cairoli Marvin Dienst               | Porsche 911 RSR (991)   | 107     | +2 vueltas      | 10         | 1          |
| 22           | 4          | LMGTE Am  | 86  | Gulf Racing UK            | Mike Hedlund Ben Barker Nick Foster                       | Porsche 911 RSR (991)   | 106     | +3 vueltas      | 11         | 0.5        |
| 23           | 5          | LMGTE Am  | 98  | Aston Martin Racing       | Paul Dalla Lana Pedro Lamy Mathias Lauda                  | Aston Martin V8 Vantage | 105     | +4 vueltas      | 12         | 0.5        |
| 24           | 8          | LMGTE Pro | 67  | Ford Chip Ganassi Team UK | Andy Priaulx Harry Tincknell                              | Ford GT                 | 96      | +13 vueltas     | 13         | 0.5        |
| LMGTE Am     |            |           |     |                           |                                                           |                         |         |                 |            |            |
| 19           | 1          | LMGTE Am  | 54  | Spirit of Race            | Thomas Flöhr Francesco Castellacci Miguel Molina          | Ferrari 488 GTE         | 107     | 4:25:06.258     | 1          | 25         |
| 20           | 2          | LMGTE Am  | 61  | Clearwater Racing         | Weng Sun Mok Keita Sawa Matt Griffin                      | Ferrari 488 GTE         | 107     | +1.137          | 2          | 18         |
| 21           | 3          | LMGTE Am  | 77  | Dempsey-Proton Racing     | Christian Ried Matteo Cairoli Marvin Dienst               | Porsche 911 RSR (991)   | 107     | +1:32.241       | 3          | 15         |
| 22           | 4          | LMGTE Am  | 86  | Gulf Racing UK            | Mike Hedlund Ben Barker Nick Foster                       | Porsche 911 RSR (991)   | 106     | +1 vuelta       | 4          | 12         |
| 23           | 5          | LMGTE Am  | 98  | Aston Martin Racing       | Paul Dalla Lana Pedro Lamy Mathias Lauda                  | Aston Martin V8 Vantage | 105     | +2 vueltas      | 5          | 10         |

Fuentes: FIA WEC.